# Paul de Wit
Paul de Wit  (Maastricht, 4 janvier 1852 - Leipzig, 10 décembre 1925) était un éditeur et collectionneur d'instruments de musique néerlandais établi à Leipzig.

## Biographie

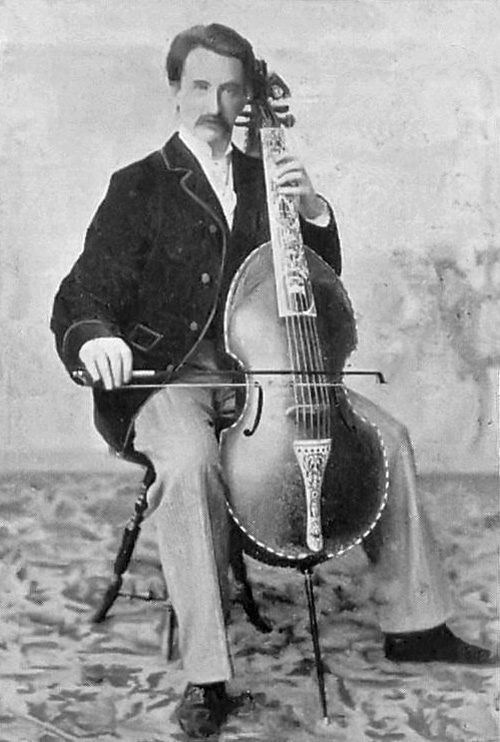
Paul de Wit à la viole de gambe

Paul de Wit appartenait à une famille bourgeoise de Maastricht. 
Ayant montré très tôt de bonnes dispositions musicales, son père lui fit étudier auprès du violoncelliste belge Adrien-François Servais jusqu'à la mort de ce dernier, en 1866. Paul de Wit continua à se former seul et s'intéressa bientôt à la viole de gambe, instrument qu'il maîtrisa bientôt parfaitement. Il suivit par ailleurs l'enseignement scolaire du collège confessionnel de Sittard, village distant de Maastricht d'une vingtaine de kilomètres. 
Bien qu'une carrière de musicien professionnel pût s'offrir à lui, son père le poussa à devenir commerçant. Âgé de vingt ans, il se lança dans un commerce de vin à Aix-la-Chapelle. L'entreprise échoua mais il avait acquis les bases et principes du commerce. 

### Éditeur
Après cette expérience, il vint à Leipzig en 1879 à l'âge de 27 ans et fit un stage chez Christian Friedrich Kahnt, éditeur musical et rédacteur de la Neue Zeitschrift für Musik, revue musicale fondée en 1834 par Robert Schumann. Il entra ainsi en contact avec les principaux acteurs de la vie musicale et les facteurs d'instruments de Leipzig. 
Il remarqua très vite l'absence d'une revue spécialisée dans le domaine de la facture instrumentale et fonda  à l'automne 1880 la Zeitschrift für Instrumentenbau (Revue de facture instrumentale) dont le premier numéro parut le 1er octobre 1880 et dont il resta éditeur et rédacteur jusqu'à sa mort. La publication eut un grand succès et devint bientôt l'organe officiel de nombreux syndicats professionnels de facteurs d'instruments. En mars 1887, les bureaux furent transférés dans la maison dite Bosehaus au 16 de la place Thomaskirchhof de Leipzig ; il y restèrent jusqu'en 1935.
En 1883, de Wit lança sa maison d'édition dans un autre projet d'envergure : un annuaire international de la facture d'instrumentale, régulièrement augmenté jusqu'en 1925 dans plus de dix éditions qui parurent sous des noms parfois légèrement modifiés mais principalement sous le titre de Weltadressbuch der Musikinstrumenten-Industrie. L'édition de 1912 comprenait 1482 pages, incluant les annonces et les annexes. Cette publication, fruit d'un travail considérable, encouragea fortement l'industrie et le commerce des instruments de musique.

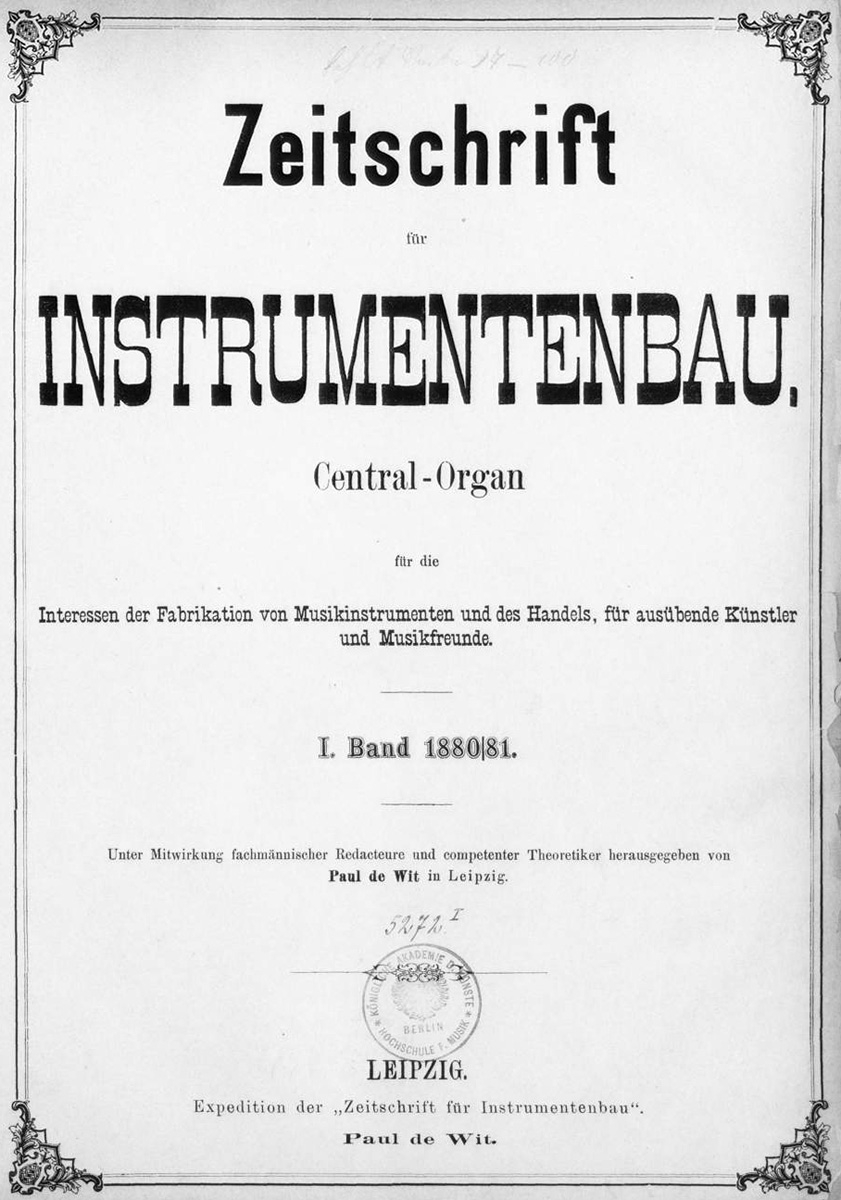
Page de titre du 1er N° de la revue Zeitschrift für Instrumentenbau
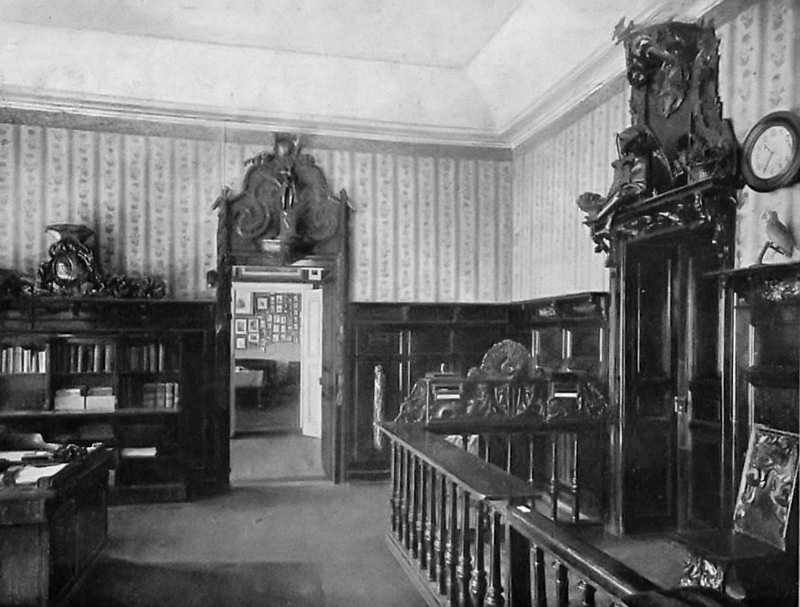
Les bureaux de la maison d'édition De Wit, ornés d'éléments de buffets d'orgue
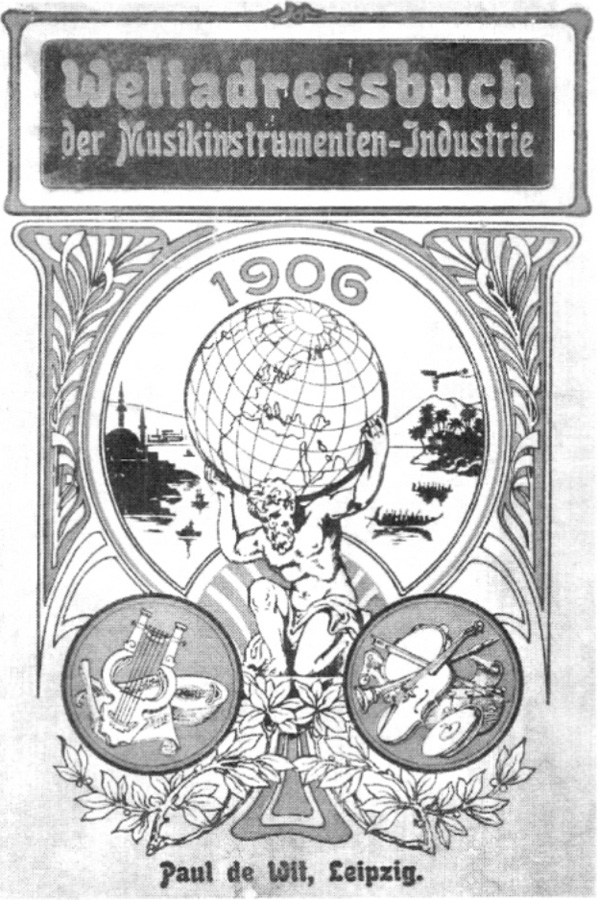
Page de titre de l'annuaire Weltadressbuchs der Musikinstrumenten-Industrie, édition de 1906

### Collectionneur d'instruments de musique
Paul de Wit avait une grande passion, la recherche et la collection d'instruments de musique historiques. Il ne lui suffisait pas de les posséder, il lui fallait également qu'on puisse en jouer. Dans ce but, il établit un atelier spécialisé, pour lequel travaillait à sa demande Hermann Seyffarth, un habile facteur de pianos.
Il était aussi très désireux de faire connaître au public tous ses trésors. C'est pourquoi, en 1888 et 1890, il vendit des parties importantes de sa collection à la Königliche Hochschule für Musik (École Supérieure Royale de Musique) à Berlin, dont 240 instruments pour la seule année 1888. Ces instruments devinrent ainsi le noyau de départ du Musikinstrumenten-Museum, relevant du Staatliches Institut für Musikforschung - Preußischer Kulturbesitz (Institut National pour la recherche musicologique - Patrimoine culturel de Prusse). Parmi ces instruments se trouvaient le fameux Bach-Flügel (clavecin réputé avoir appartenu à Jean-Sébastien Bach) et une épinette de la reine Marie-Antoinette.
Il continua cependant à acquérir de nouveaux instruments ; dès 1892 lors d'une exposition théâtrale et musicale à Vienne, il exposa une grande collection d'instruments importants d'un point de vue historique ou artistique. Le 7 mars 1893, en présence du roi  Albert de Saxe, il inaugura, dans la maison abritant les locaux de sa revue, son propre musée privé, présentant à côté des instruments de musique, des éléments et accessoires, des tableaux, des lithographies et des curiosités diverses concernant la musiquee, soit 1181 objets répertoriés dans le catalogue publié en 1904.
Les locaux devenant trop exigus, de Wit proposa sa collection à la ville de Leipzig. Celle-ci ayant décliné l'offre, la collection fut acquise en 1905 par Wilhelm Heyer (1849–1913), un riche industriel en papeterie, de Cologne, également collectionneur d'art. Ce dernier fit construire à Cologne, pour l'abriter ainsi que ses autres acquisitions, le Musée d'Histoire de la Musique Wilhelm Heyer. Ses héritiers décidèrent de tout revendre : la collection venue de Paul de Wit et augmentée des acquisitions postérieures fut achetée en 1926 pour l'Université de Leipzig grâce à une participation du Royaume de Saxe et de Henri Hinrichsen, le propriétaire des Editions musicales C.F. Peters : ce fut le point de départ du Musée Grassi ouvert en 1929, actuel musée des instruments de musique de l'Université de Leipzig.  
Paul de Wit est ainsi à l'origine des collections de deux des plus grands musées d'instruments de musique d'Allemagne et du monde, à Berlin et Leipzig.
Il s'impliqua également dans les questions intéressant l'actualité de la vie musicale. En 1884 il publia dans sa revue un appel à l'instauration d'un diapason universel pour l'Allemagne et se tourna, dans ce but vers le chancelier Bismarck, par une pétition réclamant la constitution d'une commission ad hoc. Cette initiative devait rester sans lendemain par suite de l'instauration (à 435 Hz) d'un diapason universel à l'échelle internationale par décision de la Conférence de Vienne en 1885.
Paul de Wit épousa en 1886 Friederike Henriette Emma Gießler (1859-1915) ; ils habitèrent à partir de 1889 dans le village de Gohlis, au nord de Leipzig, depuis lors intégré à commune. Il décéda le 10 décembre 1925 d'une attaque cardiaque.
Il était chevalier de l'Ordre de François-Joseph et avait reçu la « Grande Médaille d'Or pour l'Art et la Science de l'Empereur François-Joseph ».

## Source de la traduction
- (de) Cet article est partiellement ou en totalité issu de l’article de Wikipédia en allemand intitulé « Paul de Wit » (voir la liste des auteurs).